# 若木戸鶴五郎
若木戸 鶴五郎（わかきど つるごろう、1899年（明治32年）2月 - 1970年8月11日）は大阪府大阪市北区堂山町出身の大相撲力士。本名は柳 鶴五郎。大阪相撲で活躍し最高位は大関。

## 略歴
13代湊に入門。若ノ戸（のち2代目大木戸）とともに横綱大木戸に養子分としてかわいがられた。怪童として知られ1910年（明治43年）6月序二段に名を出した。11歳で初土俵というだけ長く序二段にとどまった。徐々に力をつけ1920年（大正9年）5月十両、1921年（大正10年）1月入幕。165cm112kgのアンコ型で押しを主体に変化も巧みだった。1923年（大正12年）5月小結となるが場所前に龍神事件が発生し幕内力士の半数が廃業してしまった。6月に開催された場所で奮闘し荒熊との千秋楽決戦を制し7勝3敗で優勝を果たした。1924年（大正13年）1月大関となり5場所務めるが勝ち越しがやっとという成績に留まった。東西合併に備えた実力審査の連盟相撲でも不成績に終わり1927年（昭和2年）1月の番付では幕下3枚目に編入される始末で不出場のまま廃業した。飲食業に従事していたが長年晩年の消息は不明で、近年判明した。1970年8月11日没。
幕内11場所（大関5場所）60勝45敗1分4休　優勝1回